# България на летните олимпийски игри 1964
България участва на Летните олимпийски игри 1964 в Токио, Япония.

## Медалисти

### Злато
- Боян Радев – борба, класически стил, лека и тежка категория
- Еньо Вълчев – борба, свободен стил, лека категория
- Продан Гарджев – борба, свободен стил, средна категория

### Сребро
- Величко Величков – стрелба, стрелба с малокалибрена пушка, три позиции
- Ангел Керезов – борба, класически стил, най-лека категория
- Кирил Петков – борба, класически стил, полусредна категория
- Станчо Колев – борба, свободен стил, перце
- Лютви Ахмедов – борба, свободен стил, тежка категория

### Бронз
- Александър Николов (боксьор) – бокс, лека и тежка категория
- Саид Мустафов – борба, свободен стил, лека и тежка категория

## Резултати от отборни спортове

### Волейбол
МЪЖЕ
- победа над Бразилия (3-0)
- загуба от Чехословакия (2-3)
- загуба от Румъния (2-3)
- загуба от Япония (1-3)
- победа над Нидерландия (3-2)
- победа над САЩ (3-0)
- победа над Южна Корея (3-1)
- загуба от Съветския съюз (0-3)
- победа над Унгария (3-1) → пето място

- Списък на отбора

- Димитър Каров
- Иван Гочев
- Герги Констандинов
- Петко Пантелеев
- Петър Кръчмаров
- Симеон Сръндев
- Лъчезар Стоянов
- Борис Гюдеров
- Кирил Иванов
- Славко Славов
- Георги Спасов
- Ангел Коритаров

България завършва с 10 медала.